# BadVista
BadVista – kampania Free Software Foundation mająca na celu sprzeciwienie się przyjęciu systemu Windows Vista i popularyzację wolnego oprogramowania. Jest to kontynuacja kampanii Defective by Design, która sprzeciwiała się systemom DRM. Miała ona też na celu skupienie uwagi mediów na Wolnym Oprogramowaniu. Trwała od grudnia 2006 roku do stycznia 2009 roku.